# اچ‌دی ۲۱۳۲۴۰
اچ‌دی ۲۱۳۲۴۰ یک ستاره است که در صورت فلکی درنا قرار دارد.